# Тарлаг
Тарлаг (тув. Тарлаг) — село в Пий-Хемском кожууне Республики Тыва.  Административный центр и единственный населённый пункт Тарлагского сумона. Население селения 505 человек (2007), 468 (2015).

## География
Село находится у рек Кара-Сарлык и Тарлаг. Находится возле границы с Красноярским краем
Уличная сеть
Подтаежный пер.,  Школьный пер.Улица,  ул. Зеленая, ул. Новая,  ул. Подгорная,  ул. Почтовая.
Географическое положение
Расстояние до:
районного центра Туран: 36  км.
областного центра  Кызыл:  80 км.
Ближайшие населенные пункты
Тарлаг-Аксы 7 км, Чкаловка 8 км, Аржаан 13 км, Хадын 19 км, Маральский (Ермаковский район, в южной части Красноярского края России) 21 км,
Маралсовхоз (Ермаковский район) 22 км, Шивилиг 28 км :

## Население
| 2002 | 2010 | 2011 | 2012 | 2013 | 2014 | 2015 |
| ---- | ---- | ---- | ---- | ---- | ---- | ---- |
| 491  | ↘486 | ↗488 | ↗495 | ↘481 | ↘473 | ↘468 |
| 2016 | 2017 | 2018 | 2019 | 2020 | 2021 |      |
| ↗472 | ↗485 | ↗501 | ↗504 | ↘502 | ↘446 |      |

## Инфраструктура
МБОУ СОШ с. Тарлаг.
сельский дом культуры
отделение почтовой связи села  Тарлаг
Администрация села  Тарлаг
Администрация Тарлагского сумона

## Транспорт
Подъезд к федеральной автомагистрали Р257 «Енисей».